# Inés Efron
Inés Efron (Città del Messico, 21 giugno 1985) è un'attrice argentina.
Nota in Italia soprattutto per il suo ruolo da protagonista nel film del 2007 XXY di Lucía Puenzo.